# Xuthea nepalensis
Xuthea nepalensis là một loài bọ cánh cứng trong họ Chrysomelidae. Loài này được Scherer miêu tả khoa học năm 1983.